# Valdiléia Martins
Valdiléia Martins (Querência do Norte, 19 settembre 1989) è un'altista brasiliana.

## Biografia
Dopo la partecipazione e alcuni successi in manifestazioni internazionali under 20 e under 23, nel 2010 si classifica quinta nel salto in alto ai campionati ibero-americani di atletica leggera di San Fernando. L'anno successivo raggiunge la quarta posizione in classifica ai Giochi panamericani di Guadalajara.
Nel 2016 è medaglia d'argento ai campionati ibero-americani di Rio de Janeiro, metallo che porterà al collo anche nel 2018 ai Giochi sudamericani di Cochabamba 2018. Nel 2019 conquista la medaglia d'argento ai campionati sudamericani di Lima e, sempre a Lima, il quinto posto ai XVIII Giochi panamericani.
La sua prima medaglia d'oro internazionale nella categoria seniores risale ai campionati sudamericani indoor di Cochabamba 2020, mentre nel 2021 conquista la medaglia d'argento ai campionati sudamericani all'aperto di Guayaquil.
Nel 2022 è medaglia di bronzo ai campionati ibero-americani di La Nucia e medaglia d'oro ai Giochi sudamericani di Asunción. Nel 2023 prende parte ai campionati sudamericani di San Paolo, conquistando la medaglia d'oro. Un mese dopo partecipa ai campionati mondiali di Budapest, dove però non riesce a superare i turni di qualificazione alla finale. Finale che invece raggiungerà a novembre dello stesso anno ai Giochi panamericani di Santiago del Cile, con il quinto posto in classifica.
Nel 2024 conquista la medaglia d'oro ai campionati sudamericani indoor di Cochabamba e ai campionati ibero-americani di Cuiaba.
In carriera ha collezionato tre titoli di campionessa brasiliana assoluta del alto in alto nel 2018, 2019 e 2024.

## Progressione

### Salto in alto
| Stagione | Misura | Luogo                 | Data      | Rank. Mond. |
| -------- | ------ | --------------------- | --------- | ----------- |
| 2024     | 1,90 m | San Paolo             | 28-4-2024 |             |
| 2023     | 1,86 m | San Paolo             | 21-5-2023 | 93ª         |
| 2022     | 1,88 m | Campinas              | 23-9-2022 | 67ª         |
| 2021     | 1,86 m | Guayaquil             | 30-5-2021 | 95ª         |
| 2020     | 1,86 m | São Bernardo do Campo | 7-3-2020  | 75ª         |
| 2019     | 1,87 m | San Paolo             | 18-8-2019 | 78ª         |
| 2018     | 1,85 m | São Bernardo do Campo | 8-4-2018  | 98ª         |
| 2017     | 1,82 m | São Bernardo do Campo | 12-3-2017 | 189ª        |
| 2016     | 1,88 m | São Bernardo do Campo | 21-4-2016 | 70ª         |
| 2015     | 1,83 m | São Bernardo do Campo | 14-3-2015 | 169ª        |
| 2014     | 1,84 m | San Paolo             | 14-9-2014 | 148ª        |
| 2013     | 1,86 m | San Paolo             | 23-2-2013 | 103ª        |
| 2012     | 1,84 m | San Paolo             | 30-6-2012 | 164ª        |
| 2011     | 1,85 m | San Paolo             | 1-10-2011 | 112ª        |
| 2010     | 1,83 m | Piracicaba            | 10-4-2010 | 163ª        |
| 2010     | 1,83 m | Medellín              | 23-3-2010 | 163ª        |
| 2010     | 1,83 m | San Paolo             | 25-4-2010 | 163ª        |
| 2009     | 1,80 m | San Paolo             | 28-6-2009 | 230ª        |
| 2008     | 1,73 m | Uberlandia            | 11-5-2008 | –           |
| 2007     | 1,73 m | Uberlandia            | 6-5-2007  | –           |
| 2006     | 1,71 m | San Paolo             | 9-7-2006  | –           |

## Palmarès
| Anno | Manifestazione                   | Sede              | Evento        | Risultato | Prestazione | Note |
| ---- | -------------------------------- | ----------------- | ------------- | --------- | ----------- | ---- |
| 2007 | Campionati sudamericani juniores | San Paolo         | Salto in alto | Argento   | 1,70 m      |      |
| 2007 | Campionati panamericani juniores | San Paolo         | Salto in alto | 8ª        | 1,65 m      |      |
| 2010 | Campionati sudamericani under 23 | Medellín          | Salto in alto | Oro       | 1,83 m      |      |
| 2010 | Campionati ibero-americani       | San Fernando      | Salto in alto | 5ª        | 1,80 m      |      |
| 2011 | Giochi panamericani              | Guadalajara       | Salto in alto | 4ª        | 1,84 m      |      |
| 2016 | Campionati ibero-americani       | Rio de Janeiro    | Salto in alto | Argento   | 1,84 m      |      |
| 2018 | Giochi sudamericani              | Cochabamba        | Salto in alto | Argento   | 1,83 m      |      |
| 2019 | Campionati sudamericani          | Lima              | Salto in alto | Argento   | 1,80 m      |      |
| 2019 | Giochi panamericani              | Lima              | Salto in alto | 5ª        | 1,84 m      |      |
| 2020 | Campionati sudamericani indoor   | Cochabamba        | Salto in alto | Oro       | 1,82 m      |      |
| 2021 | Campionati sudamericani          | Guayaquil         | Salto in alto | Argento   | 1,86 m      |      |
| 2022 | Campionati ibero-americani       | La Nucia          | Salto in alto | Bronzo    | 1,84 m      |      |
| 2022 | Giochi sudamericani              | Asunción          | Salto in alto | Oro       | 1,87 m      |      |
| 2023 | Campionati sudamericani          | San Paolo         | Salto in alto | Oro       | 1,84 m      |      |
| 2023 | Mondiali                         | Budapest          | Salto in alto | 27ª (q)   | 1,85 m      |      |
| 2023 | Giochi panamericani              | Santiago del Cile | Salto in alto | 5ª        | 1,78 m      |      |
| 2024 | Campionati sudamericani indoor   | Cochabamba        | Salto in alto | Oro       | 1,85 m      |      |
| 2024 | Campionati ibero-americani       | Cuiaba            | Salto in alto | Oro       | 1,88 m      |      |
| 2024 | Giochi olimpici                  | Parigi            | Salto in alto | Finale    | nm          |      |

## Campionati nazionali
- 3 volte campionessa brasiliana assoluta del salto in alto (2018, 2019, 2024)
- 1 volta campionessa brasiliana under 23 del salto in alto (2009)

2006
- Argento ai campionati brasiliani juniores, salto in alto - 1,71 m
- 8ª ai campionati brasiliani assoluti, salto in alto - 1,60 m

2007
- 11ª ai campionati brasiliani assoluti, salto in alto - 1,65 m
- Argento ai campionati brasiliani juniores, salto in alto - 1,70 m

2009
- 4ª ai campionati brasiliani assoluti, salto in alto - 1,77 m
- Oro ai campionati brasiliani under 23, salto in alto - 1,76 m

2010
- Argento ai campionati brasiliani under 23, salto in alto - 1,76 m

2012
- Oro ai campionati brasiliani assoluti, salto in alto - 1,84 m

2013
- 4ª ai campionati brasiliani assoluti, salto in alto - 1,79 m

2014
- Bronzo ai campionati brasiliani assoluti, salto in alto - 1,79 m

2016
- Oro ai campionati brasiliani assoluti, salto in alto - 1,85 m

2018
- Argento ai campionati brasiliani assoluti, salto in alto - 1,80 m

2019
- Oro ai campionati brasiliani assoluti, salto in alto - 1,85 m

2020
- Bronzo ai campionati brasiliani assoluti, salto in alto - 1,75 m

2021
- Argento ai campionati brasiliani assoluti, salto in alto - 1,80 m

2022
- Argento ai campionati brasiliani assoluti, salto in alto - 1,81 m

2023
- Argento ai campionati brasiliani assoluti, salto in alto - 1,82 m

2024
- Oro ai campionati brasiliani assoluti, salto in alto - 1,88 m